# 브룩 (원피스)
본 문서의 이해를 돕기 위한 비자유 그림이 있습니다. 
링크의 파일을 직접 올려 주세요
브룩(Brook, 일본어: ブルック)은 일본 만화 및 애니메이션 《원피스》(ONE PIECE)에 나오는 등장인물이다. 50년 전 룸바 해적단의 간부였으며, 룸바 해적단이 전멸한 후 50년 동안 바다를 떠돌다가 밀짚모자 해적단과 만나게 되었다. 위대한 항로의 입구에서 기다리고 있는 고래 라분과의 재회를 기대하고 있다. 밀짚모자 해적단 멤버들 중 유일한 언데드.

## 외모

### 공통
1. 몸매는 아주 훤칠하다.
2. 아프로 머리를 하고 있다.
3. 보라색의 신사용 지팡이 형태의 펜싱검을 사용

### 전생
1. 죽기전에는 선글라스 착용

### 사후
1. 아프로 머리의 해골
2. 해골인지라 머리 속이 비어있어 상자역할도 함[7]
3. 하트 모양의 선글라스를 쓰고 있으며 록큰롤 가수 같은 옷을 입고 있다.(2년후)
4. 왕관 모양의 모자 착용(2년후)

## 능력
부활부활 열매를 먹었기 때문에 오장육부가 없는 육체 즉 해골만으로도 살아갈 수 있다. 이론상으론 불가능하지만, 생장을 제외한 인간의 기본적인 생체활동이 가능하다. 2년 동안의 나날 중 부활부활 열매의 힘으로 자신의 영혼을 이용한 전투가 가능하다는 사실을 알게 된 브룩은 검술과 함께 자신의 열매의 힘을 100%끌어내어 싸울 수 있게 되었다.

## 기술
(류마도 쓴 기술들이다)

### 통상기
- 콧노래 300보. 오늬 가르기(鼻唄三丁. 矢筈斬り) / 레퀴엠. 라방드롤(鎭魂曲 / Requiem. La'Banderole)[8]
  - 뽑은 검을 손에 든 채로 그냥 상대를 향해 터벅터벅 걸어 상대의 옆을 지나가는 기술. 그리고 그 지나가는 단 한 순간에 초고속으로 검을 휘둘러 적을 베어버린 다음, 별일 없었다는 듯 그대로 걸어간다. 그 속력이 너무 빨라서 베고 난 뒤에 약 300보(330m)를 더 걸어간 뒤, 검을 칼집에 넣을 때쯤이 되어서야 베인 상처와 함께 상대가 쓰러져 버리는, 브룩의 최대 장기인 빨리 베기 기술. 원래 기술명은 레퀴엠. 라방드롤이었으나, 동료들이 그 강력한 검기를 칭찬하며 따로 붙여준 이름이 '콧노래 300보. 오늬 가르기'(비가삼정 오늬베기)다. 류마도 쓸때 비가삼정 오늬베기라고 말하고 썼다.

- 오바드(夜明曲 / 야명곡). 꾸 드로와(Aubade. Coup. Droit[9])
  - 단순히 검을 적에게 겨누고 날리는 찌르기 기술. 하지만 그 위력은 전혀 단순하지 않다. 조로 정도의 엄청난 근력[10]있다면 검에 직접 닿지 않아도 내지르는 검에서 나오는 검압 만으로 돌 벽을 꿰뚫어 부술 정도의 위력을 발휘할 수 있다.

- 프렐류드(前奏曲 / 전주곡). 오 페르(Prelude. Au Fer[11])
  - 검을 빠르게 휘둘러 연속적으로 적의 무기의 한 점을 집중 공격하는 무기 꺾기 기술. 이 기술에 계속 부딪친 적의 무기는 결국 부서진다.

- 가보트(革命舞曲 / 혁명무곡). 봉 아방(Gavotte. Bond En Avant[12])
  - 상대와 조금 거리를 뒀다가 초고속으로 접근하며 검을 내지르는 찌르기 기술. 너무 빨라 중간의 검을 움직이는 모습은 보이지 않는다.

- 폴카(酒樽舞曲 / 주준무곡). 르미즈(Polka. Remise[13])
  - 검을 휘둘러 전방으로 연속 찌르기를 날리는 기술로, 전투 시 엔 금소를 찔로 한번에 넉다운 시킬 수 도 있다

- 자장가. 플랑(眠唄. Flanc)
  - 한 손엔 검을, 다른 손엔 바이올린을 든 자세에서 검을 크게 휘두르면서 그 검으로 바이올린의 현을 퉁겨, 잠이 오게 하는 최면성의 음파를 방출하는 기술. 그 음악을 들으면 잠이 쏟아지게 되는 최면 계열 기술로, 적이 순간적으로 잠든 틈을 노려 빠른 움직임으로 따라붙어서 확실하게 적을 처치하는 기법. 다만, 혹시나 아군 중에 단순한 인간이 있을 시엔 같이 걸려들어 잠들어 버린다는 점이 문제

- 스왈로. 봉 아방(飛燕 / Swallow. Bond en Avant)
  - 주변 물체를 밟고 점프해 상대의 머리 위 상공으로 높이 뛰어올라, 그대로 상대 위로 추락하며 아래로 내리찍는 강력한 찌르기 공격. 원래 브룩이 사용하는 검의 스피드에 낙하에 의한 가속까지 붙여 스피드를 더더욱 올린 기술이다.

- 킹트 티아스. 판타지아(Quint Tierce. Fantasia / 幻想曲)[14]
  - 파티 뮤직에 홀려 무방비 상태가 된 적들에게 돌진하여 한번에 여러 명을 단숨에 베는 기술. 너무 빨라 중간에 적을 베는 모습은 보이지 않는다.

- 그림꾼 노래. 한 가락 베기(Drawing Song. One-Joint Slash / 絵描き唄 一節斬り)
  - 상대의 옆을 지나치면서 눈에 보이지 않는 속도로 3번 베는 기술. 베인 상대는 브룩이 검을 검집에 꽂기 전까지 베였다는 것을 알지 못할 정도.

### 부활부활 열매의 힘
본래 인간의 영혼은 육체에 얽매여 있는 이승의 존재이지만, 이미 열매의 힘으로 인해 한 번 죽음을 경험한 브룩의 영혼은 그것을 초월했기 때문에 이승에 있으면서도 자신의 영혼을 이승의 섭리와 격리시켜 마음대로 조종하는 것이 가능하다. 브룩은 해골만 남아 몸이 매우 가벼워 빠르다.
- 유체이탈(有體移脫)
  - 브룩이 하라헷타냐 섬에서 수장족(手長族)에게 잡혀 노예로 팔릴 위기에 처했을 때, 감옥에서 트랜스 상태에 빠져 기도를 하다가 우연히 생겨버린 기술. 부활부활 열매의 힘으로 인해 그 때부터 브룩의 영혼은 자신의 몸을 이탈해 자유롭게 움직일 수가 있게 되었다.

- 파티 뮤직(Party Music)
  - 부활부활 열매의 힘을 이용해 자신의 영혼을 연주에 실어 아름답고 매혹적인 음악을 연주하여 자신의 음악을 듣는 모든 이를 자신에 음악에 홀리게 만들어 몽환 상태에 빠지게 만드는 비기이다. 파티 뮤직을 들은 순간부터 상대는 브룩이 만들어낸 환각 속에서 브룩의 최면에 빠지게 된다.

- 소울 솔리드(Soul Solid)
  - 자신의 영혼을 검에 실어 저승의 섭리를 환각으로 형상화시켜 공격력을 올리는 기술.

1. . 스쳐가는 노래. 눈보라 베기(掠り歌. 吹雪斬) - 검에 저승의 냉기를 형상화한 공격을 실어 콧노래 삼백보. 오늬 가르기와 융합시켜 베는 기술, 콧노래를 흥얼거리며 상대의 뒤편으로 간 순간 이미 상대는 얼음의 검에 베여 두동강난다.

### 연계기
- 뇌골검(雷骨劍). 가보트 봉 아방(Gavotte. Bond En Avant)
  - 나미, 우솝, 로빈과의 합동 기술. 검을 앞으로 뻗은 상태로 우솝의 초대형 새총 '사슴벌레(카부토)'를 사용해 포탄처럼 앞으로 발사되면서 그와 동시에 로빈의 '슬라롬 바인'으로 몸을 고속회전, 거기에다 나미가 만든 '다크 클라우드 템포'를 몸으로 통과하면서 전신에 번개를 휘감고 적에게 돌진, 속력을 실어서 적을 찔러 관통해버리는 기술. 새총으로 얻은 엄청난 스피드에 회전력, 거기다 전격까지 더해진 강력한 일격이다.

## 행적

### 룸바 해적단으로의 입단과라분과의 만남
브룩은 룸바 해적단에 들어가기 전, 왕족 기습 부대에 있었다. 그러다가 선장요키의 권유와 설득을 얻어 룸바 해적단에 음악가로 들어가게 되었고, 여행도중 어디선가 부활부활 열매를 먹게 된다.
'위대한 항로'에 들어서기 전, 룸바 해적단은 자신들의 음악 소리를 듣고 따라온 새끼고래를 만난다. 그 고래는 무리와 떨어져 룸바 해적단의 음악에 이끌려 따라온 것이다. 룸바해적 선원들은 그 고래에게 라분이라는 이름을 지어주고 위대한 항로입구까지 함께 동행하기로 한다. 그리고 위대한항로 입구가보이자 라분에게 무리로 돌아가라고 하였지만 라분은 위대한 항로 입구인 쌍둥이 언덕까지 계속해서 쫓아온다. 이에 감동한 선장 요키와 브룩은 그 후 쌍둥이 언덕에 식량보충과 배수리 및 건조하는 6개월 동안 라분과 같이지내게 된다.
그리고 출항 당일 라분은 아직 어려서 위험한 바다인 위대한 항로(그랜드 라인)에 데려갈 수 없다 판단하여 당시 쌍둥이 언덕에 머물고있던 크로커스에게 맡겨달라고 부탁을 한 뒤 라분에게 그랜드라인 재패후 반드시 돌아오겠다는 약속을 한다.

### 룸바 해적단의 전멸과 브룩의 부활
하지만 항해 한지 불과 2년뒤 선장 요키와 일부 선원이 역병에 걸리고 만다. 선의조차 치료가 불가능하자 더 이상의 역병 확산을 막기 위해 선장 요키는 브룩에게 룸바해적단을 부탁하는 말과함께 다른배로 하여금 자신혼자 떠나게 된다. 그렇게 브룩과 남은 룸바 해적단 선원들은 다른 배로 항해를 계속하게 되었으며 이때부터 브룩은 룸바 해적단 선장대리를 맡는다. 그러다 항해한지 불과 1년뒤 마의 해역에서 다른 해적의 공격을 받게되어 독화살로 인해 모든 선원이 죽게 된다. 이때 모두 음악을 부르며 죽는다. 그 뒤 브룩의 부활부활 열매가 발동되어 자신의 영혼이 본인 육체를 1년동안찾은 뒤 뼈만남은 자신을 발견하고 다시 언데드로 부활하지만 48년 동안 혼자 마의해역에 남게 된다.

### 그림자를 빼앗기고밀짚모자 해적단과 만나다
배에 혼자 남은 브룩은 어느 날 우연히 겟코 모리아의 거대 해적선 스릴러 바크에 들어가게 되고, 이 과정에서 모리아에게 그림자를 빼앗긴다. 그의 그림자는 전설의 검호 '류마'의 시체에 들어간다. 그러던 중, 브룩은 Dr.호그백을 위협하여 좀비들의 약점이 소금이라는 것을 알아채고, 자신의 그림자가 들어간 류마와 싸우지만, 결국 패하고 만다. 이에 브룩은 자신의 그림자를 찾는 것을 포기하고 다시 자신의 배에 도망쳤고 그로부터 5년뒤 밀짚모자 해적단과 만나게 된다.

### 모리아 해적단과의 싸움과밀짚모자 해적단으로의 입단
평소에 신기한것을 좋아했던 루피는 뼈밖에없는 브룩을 마음에 들어하며 동료의 반대를 무릅쓰고 자신의 동료가 될 것을 브룩에게 제안한다. 그러나 그림자를 빼앗겨서 햇빛에 노출되면 소멸이 된다는 브룩의 말을 들은 루피는 그림자를 찾아주기로 결심하고, 모리아 해적단과 싸우기로 결심한다. 브룩은 다시 류마를 찾아가 결투를 했지만 젼혀 상대가되지 않았다. 이때 조로가 류마를 쓰러뜨리는데 성공하여 브룩은 그림자를 되찾는다. 겟코 모리아와 싸움은 밀짚모자 해적단의 승리로 끝났으며 브룩은 라분이 50년이 지난 지금도 룸바해적단을 기다리고 있다는것을 듣게되고 라분과의 재회를 위해 밀짚모자 해적단의 9번째 동료가 된다.

### 갑작스러운 완전붕괴 그리고 다시 재회를 위한 2년
샤본디 제도에서 칠무해 바솔로뮤 쿠마에 의해 나라쿠마섬 빈곤의 나라 하라헷타냐에 날아간 브룩. 처음에 그곳에서 살고 있는 주민들을 구하기 위해서 사탄처럼 꾸미고, 수장족들을 혼내주려 했지만, 수장족들에게 잡혀서 수장족들의 섬으로 끌려가게 되었다. 루피의 의형제인 에이스의 죽음 때문에 샤본디 제도로 가려하지만, 루피의 메시지를 받아서 그곳에서 슈퍼스타 소울 킹이 되었고, 샤본디 제도에서의 콘서트로 마지막 무대를 잡았다. 도중 매니저 역할이었던 브룩을 납치했던 수장족들은 브룩이 해적이었다는 말을 공표했지만, 날치라이더즈와 브룩의 팬들의 도움으로 빠져나와서 동료들을 만났다.

## 전투 상대
- 타라란 대장
  - 오늬가르기후 소금을 먹여 그림자를 빼내서 승리.
- 사무라이 류마
  - 5년 전 그림자를 되찾기 위해 한 번 만나서 싸웠으나 브룩의 몸이 두동강 난다. 그리고 밀짚모자 해적단과 만난 뒤에 다시 한 번 만나서 싸웠지만 역시나 패배했다. (2연패) 그리고 흑도 슈스이는 류마가 조로에게 선물해줌.
- 마인 오즈
  - 고전을 면치 못하긴 했으나, 밀짚모자 해적단과의 협공에 의한 총력전으로 간신히 승리.
- 겟코 모리아
  - 동료들과의 요격으로 승리.
- 날치 라이더즈
  - 동료들과의 요격으로 승리.
- 바솔로뮤 쿠마
  - 스릴러 바크와 샤본디 제도에서 두 번 싸웠으나, 두 번 다 밀짚모자 해적단 전원이 덤볐음에도 불구하고 패배. 바솔로뮤 쿠마의 도톰도톰 열매의 능력으로 어딘가로 날아가게 됨. 이 날, 샤본디 제도에서 밀짚모자 해적단은 '완전 붕괴'를 맞이함.
- 수장족 도적들
  - 동료와 헤어진뒤 섬에서 음악으로 마을사람을 도와 붙잡음. (승리)
  - 방심한 틈에 잡혀 감. (패배)
- 넵튠 & 용궁 병사들
  - 조로, 나미, 우솝과의 협공으로 제압해 버렸다. (승리)
- 신 어인 해적단
  - 도망치려 했지만 붙잡혀 버렸다. (패배)
- 이카로스 뭇히
  - 이카로스의 물을 빨아들이는 창에 나미 대신 맞았으나, 이미 뼈만 남은 브룩에게는 아무 효과가 없었다. (비김)
- 제오
  - 블리자드 컷으로 승리. 처음으로 부활부활 열매의 진정한 능력이 드러난 전투.
- 록 & 스카치
  - 갑작스런 록과 스카치의 기습 공격에 의해 롤로노아 조로와 상디랑 같이 당하고 만다.(패배)
- 조라
  - 초반에는 조라의 아트아트 열매 능력으로 전투불능 상태에 빠졌으나, 조라를 방심시켜 검을 원래대로 되돌린 뒤 바로 그림꾼 노래-한 가락 베기로 베어버림. (승리)
- 시프스헤드
  - 시프스 혼으로 공격하는 시프스헤드의 공격을 소울 퍼레이드로 막는다. 이후, 상디가 '디아블 무통 샷'으로 시프스헤드를 날려버림.(승리)
- 빅 맘 해적단
  - 동료들과 요격으로 승리.
  - 페드로와 같이 홀케이크 성 안에 잠입해서 빅 맘 해적단 간부들을 쓰러뜨림.(승리)
- 샬롯 링링
  - 간부들을 쓰러뜨린 이후에 로드 포네그리프의 사본을 베끼는 순간 갑자기 나타난 빅 맘에게 붙잡혔지만, 원래 죽은 몸이어서 영혼이 없었던 브룩은 루피 얼굴로 변장한 뒤 빅 맘 몰래 카르멜 사진을 깨뜨림.(승리)
- 샬롯 페로스페로
  - 써니 호를 지키기 위해 빅 맘 해적단과 싸우는 도중, 샬롯 페로스페로 능력에 의해 쵸파와 같이 사탕인간이 되어 전투불능.(패배)
- 블랙마리아 부하들(텐죠사가리, 쿠뉸, 누레온나, 사라헤비)
  - 로빈이 블랙마리아를 쓰러뜨린 동시에 '프라즈 다르므' '오케 스트라'로 모두 쓰러뜨림.(승리)